# Tescelino il Sauro
Tescelino il Sauro (Le Saur), detto anche Tescelino II di Fontaine o Tescelino il Rosso (Le Roux) (1070 circa – 11 aprile 1117) fu signore di Fontaine nel ducato di Borgogna alla fine dell'XI secolo e all'inizio del XII secolo. Era figlio di Tescelino I di Fontaine e di sua moglie Saruc di Grancey.
È noto per essere il padre di Bernardo di Chiaravalle, così come di Gerardo di Chiaravalle e Ombelina di Jully. Fu anche il marito della beata Aletta di Montbard, sorella di Andrea di Montbard, uno dei nove fondatori dell'Ordine templare e quinto maestro dell'Ordine templare.

## Biografia
Tescelino (II) era figlio di Tescelino I di Fontaine e di sua moglie Saruc di Grancey. Tescelino I era un cavaliere borgognone, feudatario dal signore di Châtillon-sur-Seine e castellano di una struttura difensiva situata sulla strada che conduceva da Digione a Parigi. Quanto a Saruc, la nobildonna era la figlia del signore di Grancey. Dopo la morte del marito, si risposò con Folco di Serqueux, signore di Aigremont.
Tescelino è descritto come un uomo dalla carnagione rossastra e dai capelli quasi gialli, comunemente indicato come Sauro (Sorus) o il Rosso (Le Roux). Guglielmo di Saint-Thierry scrisse di lui: «[E]ra un uomo che vantava ampi possedimenti, gentile nei modi, grande amante dei poveri, di devota pietà e di estremo zelo per la giustizia [...] Non prese mai le armi, se non per difendere le proprie terre, o in compagnia del suo signore [...]».
È possibile che, da giovane cavaliere, avesse accompagnato il vescovo di Langres, Ugo-Renaudo di Bar, in un pellegrinaggio in Terra santa. In quell'occasione egli avrebbe visitato alcune località dal profondo valore religioso, circostanza che potrebbe spronato a comportarsi come un fervido credente.
Intorno al 1085, sposò Aletta di Montbard, figlia di Bernardo, il primo signore di Montbard di cui si abbia conoscenza. Un cronista del loro figlio san Bernardo disse di loro che erano «illustri per il loro rango e la loro elevata discendenza, ma più illustri per le loro virtù».
Tescelino risultava una delle persone vicine al duca di Borgogna e spesso compare come testimone nei loro documenti. Si spiega così la sua presenza, prima del 1100, alla donazione delle terre di Marcenay compiuta da Oddone I, il quale era in partenza per Gerusalemme. Inoltre, gli scritti attestano che, nel 1100 e nel 1101, ebbero luogo un secondo e un terzo rinnovo di questa donazione. Fu anche presente tra il 1102 e il 1111 alla sentenza della corte ducale contro Ugo di Châtillon riguardo alla foresta di Marcenay. Era presente anche il 16 febbraio 1106, quando papa Pasquale II consacrò la chiesa di Saint-Bénigne a Digione. In seguito, intorno al 1113, ricevette «nelle sue mani» la donazione del villaggio di Pouilly da parte di suo cugino Milone di Montbard. Tescelino figura tra i testimoni dell'atto di fondazione dell'abbazia di Molesme.
Aletta morì nel 1105 e fu sepolta nell'abbazia di Saint-Bénigne a Digione, dove l'abate Jarenton fece incidere sulla sua tomba i ritratti dei suoi sei figli. Negli ultimi anni della sua vita, Tescelino divenne monaco in quell'abbazia fino alla sua morte, la cui data, il 11 aprile 1117, è riportata nel necrologio della chiesa di Saint-Bénigne a Digione.

## Eredità
Il castello di Tescelino, in cui nacque il figlio Bernardo di Chiaravalle, fu trasformato in oratorio all'inizio del XVII secolo, dove ospitò una congregazione dell'ordine dei Foglianti prima di assumere il titolo di abbazia reale. Il convento fu soppresso durante la rivoluzione francese e l'edificio fu utilizzato come fucina.
Dal 1919 al 1978 il complesso è stato occupato dai Redentoristi, poi nel 2002 dai Fratelli della Resurrezione e dalla Fraternità Sacerdotale San Pietro.
La casa natale di Bernardo di Chiaravalle fu restaurata e trasformata dal 1881 al 1897 e divenne un luogo di pellegrinaggio per i seguaci di questo santo.

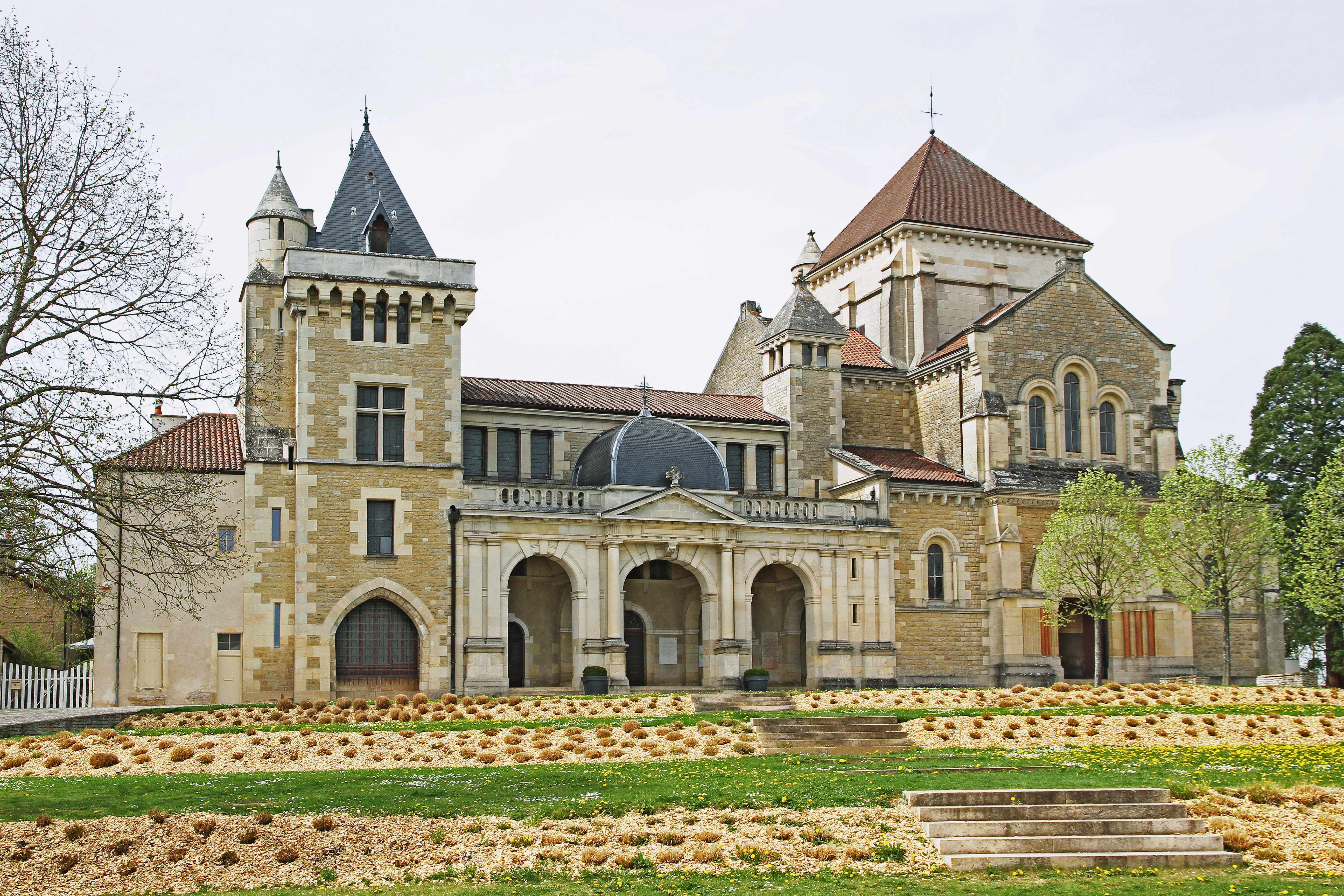
Castello e basilica a Fontaine-lès-Dijon.

## Matrimonio e figli
Tescelino sposò Aletta di Montbard, canonizzata e meglio conosciuta come santa Aletta, figlia di Bernardo I di Montbard, primo signore conosciuto di Montbard, con la quale ebbe sette figli:
- Guido (Guy) di Fontaine, che succedette al padre come signore di Fontaine. Rinunciò successivamente al titolo e alla giovane moglie, che si fece suora, e si unì al fratello minore Bernardo per entrare nell'abbazia di Cîteaux.
- Gerardo di Chiaravalle, che scelse la professione delle armi prima di unirsi al fratello minore Bernardo per entrare nell'abbazia di Cîteaux e poi per partecipare alla fondazione dell'abbazia di Clairvaux.
- Bernardo di Chiaravalle, fondatore e primo abate dell'abbazia di Clairvaux.
- Andrea (André) di Fontaine, che si unì al fratello maggiore Bernardo per entrare nell'abbazia di Cîteaux.
- Bartolomeo (Barthélemy) di Fontaine, che si unì al fratello maggiore Bernardo per entrare nell'abbazia di Cîteaux.
- Nivardo di Chiaravalle, inizialmente troppo giovane, non poté seguire i quattro fratelli maggiori nell'abbazia di Cîteaux, ma in seguito li raggiunse e divenne abate dell'abbazia di Hautvillers.
- Ombelina di Jully, la quale, quando i suoi fratelli si ritirarono nell'abbazia di Cîteaux, rinunciò al matrimonio e si fece monaca nell'abbazia di Jully-les-Nonnains. In seguito venne resa beata.

### Esplicative
1. ↑  Secondo Émile Littré, Saur significa "colore giallastro che diventa marrone"; questo termine viene solitamente utilizzato solo per un tipo di aringa la cui pelle diventa dorata quando viene affumicata, per alcuni cavalli e, in falconeria, per un uccello che ha meno di un anno.
2. ↑  Si è ipotizzato che Tescelino, il quale trascorse gran parte della sua vita nel castello dei signori di Châtillon-sur-Seine, fosse imparentato con loro. Nonostante la mancanza di prove, sin dal XVII secolo gli storici hanno dato credito a questa teoria nel tentativo di dimostrare che san Bernardo era quindi un membro dell'alta nobiltà.

### Bibliografiche
1. 1 2  Bouchard (1987), p. 237.
2. ↑  Bouchard (1987), p. 279.
3. 1 2  Eales (1890), p. 24.
4. ↑  Eales (1890), p. 25.
5. ↑  Chevallier (1889), p. 4.
6. 1 2 3  Veyssière (1998), p. 138.
7. ↑  Beaune e d'Arbaumont (1864), p. XXI.
8. ↑  Mignard (1853), p. 17.
9. ↑  Eales (1890), p. 105.
10. ↑  Joly (1884), pp. 5-6.